# 불가사의 던전 떠돌이 시렌 5: 포춘 타워와 운명의 주사위
《불가사의 던전 떠돌이 시렌 5: 포춘 타워와 운명의 주사위》는 춘소프트가 개발한 로그라이크 롤플레잉 비디오 게임이다. 《불가사의 던전》 하위 시리즈 《떠돌이 시렌》의 다섯 번째 본편으로, 닌텐도 DS로 처음 개발돼 2010년 일본에서 발매됐다.
2015년, 추가 던전 및 간편 기능이 수록된 강화판 《떠돌이 시렌 5 플러스》가 플레이스테이션 비타로 발매됐다. 이후 비타판에 기반한 재확장판이 닌텐도 스위치와 마이크로소프트 윈도우로 2020년 발매됐다. 2022년, iOS 및 안드로이드 이식판이 발매됐다.

## 반응
리뷰 애그리게이터 웹사이트 메타크리틱에서 《떠돌이 시렌 5》는 플레이스테이션 비타판이 79점, 닌텐도 스위치판이 75점을 기록해 "대체적으로 긍정적인 평가"를 받았다. 2016년 플레이스테이션 비타 게임들 중 평가 순위 6위를 기록했다.

## 참조

### 내용주
1. ↑  일본어: 不思議のダンジョン 風来のシレン5 フォーチュンタワーと運命のダイス, 영어: Shiren the Wanderer: The Tower of Fortune and the Dice of Fate
2. ↑  일본어: 不思議のダンジョン 風来のシレン5plus フォーチュンタワーと運命のダイス